# Deliang Chen
Deliang Chen (Förenklad kinesiska: 陈德亮; traditionell kinesiska: 陳德亮; pinyin: Chén Déliàng), född 21 juli 1961, är en kinesisk-svensk klimatolog. Han är professor i fysikalisk meteorologi vid Göteborgs universitet, och innehar sedan 2007 August Röhss professur i geografi.

## Biografi
Chen föddes i distriktet Hailing i Taizhou, Jiangsu. Han gick i skola i Dongfanghong, och började vid universitetet i Nanjing 1979 och tog en examen i klimatologi. Han arbetade därefter som forskare vid Institutet för geografiska vetenskaper och forskning om naturresurser vid kinesiska vetenskapsakademin. Han kom till Tyskland 1988 där han började studera geovetenskap vid Gutenberg-universitetet i Mainz(en). Han disputerade 1992 på en avhandling med titeln Development of a two dimensional model of global climate-transport, som handlar om global klimatmodellering med fokus på effekterna av klimatförändringarna på atmosfärisk transport mellan norra och södra halvklotet.  Han var därefter post-doc vid universitetet i Köln.
Han började undervisa vid Göteborgs universitet 1993, där han blev docent 1996 och professor 2000 vid institutionen för geovetenskaper. Han innehar sedan 2007 August Röhss professur i geografi. Han var ledare för International Council for Science(en) mellan 2009 och 2012. Han utsågs 2014 som en av två svenska huvudförfattare till IPCC:s femte utvärderingsrapport för klimatvetenskap som publicerades 2018.
Chen har uttryckt oro över de ökande halterna av koldioxid i jordens atmosfär, och pekar på kommande problem med elförsörjning och extremväder, och framhåller att omställningen från fossila till förnybara energikällor måste gå i snabbare takt än i dag för att undvika allvarliga konsekvenser. Han har bemött ståndpunkter från klimatskeptikern Elsa Widding, som han menar saknar vetenskapligt stöd.
Chens vetenskapliga publicering har (2023) enligt Google Scholar nästan 42 000 citeringar och ett h-index på 90.

## Utmärkelser
- 2008 – Hedersdoktor vid ett nyinrättat centrum för forskning om trädringar i den kinesiska staden Xi'an.[13]
- 2010 – Ledamot av svenska kungliga vetenskapsakademin, där han 2018 blev ordförande för avdelningen för geografi.
- 2014 – Utmärkelsen Pro Arte et Scientia, medalj i silver i 8:e storleken, med motiveringen att Chen är en världsledande klimatforskare som bland annat valts ut av FN för att verka som en av två svenska huvudförfattare till IPCC:s femte utvärderingsrapport för klimatvetenskap.[7]
- 2017 – Ledamot av Chinese Academy of Sciences(en)
- 2018 – Ledamot av Det Kongelige Norske Videnskabers Selskab
- 2021 – H.M. Konungens medalj, 8:e storleken i Serafimerordens band, "för framstående insatser för svensk och internationell klimatforskning".[14]